# P.J. O'Rourke
Patrick Jake "P.J." O'Rourke, född 14 november 1947 i Toledo, Ohio, död 15 februari 2022 i Sharon, New Hampshire, var en amerikansk journalist, politisk satiriker och författare.
O'Rourke, vars far var bilförsäljare, studerade vid Miami University i Oxford, Ohio och tog en masterexamen i engelska vid Johns Hopkins University. Han har själv beskrivit sig som en vänsterorienterad hippie under studenttiden, och att han på 1970-talet totalt bytte politisk uppfattning. Som politisk satiriker och humorist skrev O'Rourke från en 
libertariansk och ibland konservativ synvinkel, med mycket av udden riktad mot vänster, särskilt åsikter, företeelser och personer inom den amerikanska vänstern.
Han började arbeta vid National Lampoon 1973, blev dess chefredaktör 1978 och började frilansa 1981. Han anammade tidigt Gonzojournalistiken som stil. Han var verksam som H.L. Mencken Research Fellow vid Cato Institute.